# Robert Sorin Negoiță
Robert Sorin Negoiță (n. 29 martie 1972, Măneciu, România) este un politician și om de afaceri român, cunoscut ca primar al Sectorului 3 din București din 2012. El este adesea confundat cu Liviu Negoiță, deși nu sunt înrudiți. Potrivit revistei Capital, Negoiță se află printre primii 300 de milionari ai României.

## Biografie și carieră
Robert Sorin Negoiță a absolvit Facultatea de Drept la Universitatea Bioterra în 2007 și a studiat Economia Turismului la Universitatea Româno-Americană. A început cariera în afaceri în 1997, gestionând firma Euroline, iar ulterior a fondat, împreună cu fratele său Ionuț, Pro Confort, care s-a extins în domeniul hotelier și imobiliar, devenind parte din Confort Group. Unul dintre cele mai mari proiecte ale sale, Rin Grand, deschis în 2007, este considerat cel mai mare hotel din Europa, având 1.460 de camere.
Negoiță a fost recunoscut pentru meritele sale în afaceri, primind premii precum distincția Think Big la gala „Premiilor Business Magazin pentru Tineri Manageri” în 2007.

### Viața personală
Robert Sorin Negoiță este divortat și are doi copii, Karina și Louis.

## Controverse
Negoiță a fost implicat în mai multe controverse fiscale. În 2009, ANAF a pus sechestru pe bunurile sale din cauza unor datorii fiscale, iar în 2016 a fost investigat pentru evaziune fiscală; dosarul a fost clasat în 2020. De asemenea, a fost acuzat de plagiat în legătură cu diploma sa de doctorat, dar acest dosar a fost, de asemenea, clasat.

## Cariera politică
Negoiță a intrat în politică în 2004, alăturându-se Partidului Social Democrat (PSD). A fost ales primar al Sectorului 3 în 2012 și a fost reales în 2016, continuând să își dezvolte inițiativele locale, inclusiv în domeniul infrastructurii și al serviciilor publice. În 2020, el a înființat Partidul București 2020 și și-a câștigat al treilea mandat de primar în urma alegerilor locale din 27 septembrie 2020.
Pe durata mandatului său, Negoiță a inițiat diverse proiecte pentru dezvoltarea infrastructurii sectorului, inclusiv reabilitarea blocurilor și extinderea serviciilor sociale, precum înființarea unui nou spital. De asemenea, a fost implicat în activități de tineret în cadrul PSD și a inițiat proiecte legislative privind impozitarea terenurilor.

## Vezi și
- Lista primarilor sectoarelor bucureștene după 1989